# Jezero Poukawa
Jezero Poukawa (někdy jen bažina Poukawa) je sladkovodní jezero nedaleko Hastings na Severním ostrově Nového Zélandu. Maximální hloubka jezera je 1 metr, šířka 1,5 km.
Jezero je známé hlavně pro fosilní nálezy živočichů z období pleistocénu a holocénu. K živočichům, jejichž kosterní pozůstatky zde byly nalezeny, patří morčák aucklandský, bukáček novozélandský, Gallinula hodgenorum, kachnička novozélandská (Chenonetta finschi), Pachyornis geranoide, husa Cnemiornis gracilis, kachnice Biziura delautouri a Oxyura vantetsi, Fulica prisca nebo lžičák Malacorhynchus scarletti.
Z novodobých ptáků zde byly nalezeny pozůstatky nestora kea, které potvrdily jeho dávný výskyt i na Severním ostrově (v novodobé historii je znám pouze jeho výskyt na Jižním ostrově).